# Feux de forêt de 2022 en Gironde
Les feux de forêt de 2022 dans le département de la Gironde, en France,  sont des incendies qui, selon des phases distinctes, ont principalement affecté trois secteurs différents de la forêt girondine de la mi-juillet à la fin septembre, nécessitant l'intervention de plusieurs centaines de pompiers aquitains ou venus d'autres régions et même de quelques pays européens.
Le premier sinistre a débuté de manière accidentelle le mardi 12 juillet, vers quinze heures, dans une parcelle de la forêt usagère de La Teste-de-Buch, localité riveraine de la partie sud du Bassin d'Arcachon. Un deuxième incendie a été signalé environ une heure plus tard, le même jour près de Landiras, au sud du département. Dans les semaines qui suivirent, c'est dans le sud du Médoc que la forêt a subi l'assaut des flammes.
Entre autres, le département n'a jusque là reçu que des précipitations limitées depuis août 2021. Ce déficit pluvial a favorisé l'assèchement des massifs forestiers qui, combiné à la vague de chaleur en Europe occidentale en juillet 2022, à la sécheresse persistante et à des vents tempétueux, a amplement exposé la région au risque d'incendie de forêt.
Les feux hors normes de juillet ont provoqué l'évacuation de 36 750 habitants et ravagé 20 800 hectares de forêt (principalement) de pins durant près de deux semaines avant que les nombreux moyens déployés ne parviennent à les fixer : celui de La Teste-de-Buch au bout de 11 jours, le 23 juillet, celui de Landiras censé totalement passé sous contrôle le surlendemain, le 25 juillet.
Le 9 août, conséquence de la propagation souterraine du brasier suivant des gisements profonds de tourbe, l'incendie reprend à Landiras et « réapparaît » autour de Saint-Magne provoquant la destruction de 7 400 nouveaux hectares entre les communes de Belin-Béliet, Hostens, Saint-Magne et jusqu'aux communes landaises de Moustey, Saugnac-et-Muret et Mano, ainsi que l'évacuation de plusieurs milliers d'habitants,.
Le lundi 12 septembre, au sud des Landes du Médoc, un nouvel incendie se déclare dans la forêt de Saumos, puis s'étend à une partie de celle de la commune voisine de Sainte-Hélène dont plusieurs habitants, exposés aux fumées, doivent être évacués. Cet incendie détruit 3 720 hectares.
Le 18 septembre, un incendie brûle au moins 120 hectares de forêt du côté d'Arès.
Au total, ces incendies ont brûlé plus de 32 000 hectares du massif des Landes de Gascogne.
Avec 13 800 hectares brûlés sans compter la reprise de feu, l'incendie de Landiras est le troisième plus grand de l’histoire de France récente, derrière l’incendie du massif des Corbières de 2025 et l'incendie de la forêt des Landes de 1949.

## Contexte
Sur la période allant de la fin d'août 2021 à mai 2022, le département de la Gironde a connu les précipitations les plus faibles constatées depuis 1959. Cela a conduit la Préfecture de Gironde à imposer des  restrictions d'eau dans le département à partir de juin 2022.
Dimanche 17 juillet, les conditions météorologiques se détériorent en France et quinze départements de la façade atlantique sont déclarés en alerte rouge (voir Vigilance météorologique de Météo-France) en raison de la canicule de 2022 en Europe avec des températures record pour le lundi 18 juillet. Cinquante et un autres départements passent en alerte orange.

## Chronologie

### Déclenchement et propagation (12 - 13 juillet)
L'incendie à La Teste-de-Buch se déclare vers 15 h 00 le mardi 12 juillet. Selon son maire, Patrick Davet, l'origine du sinistre est la conséquence d'un grave problème électrique ayant déclenché un incendie à bord d'un véhicule utilitaire se déplaçant sur une piste forestière (la Piste 214), reliant la route départementale D218, près de la dune du Pilat, à la route départementale D112 allant de l'agglomération principale de La Teste au bourg de Cazaux. Un deuxième incendie se déclare une heure plus tard sur la commune de Landiras, entre Hostens et Langon.
Mardi soir, les autorités évacuent cinq hameaux et le village de Guillos près de Landiras par mesure de précaution. Cinq cents personnes sont évacuées et aucune victime n'est signalée dans cet incendie. Les routes D115 et D125 sont fermées à la circulation.
Dans la zone proche de l'incendie, une évacuation de cinq campings d'environ 6 000 vacanciers est entamé le 13 juillet par mesure de précaution. Ils sont relogés au parc des expositions et dans un centre commercial à La Teste-de-Buch. La route D218 est coupée par l'incendie entre le Pilat et la plage de Biscarrosse. Aucun blessé n'est signalé. Au soir du 12 juillet, le feu a dévoré 445 ha de forêt testerine. Le lendemain à midi, la superficie affectée est estimée à 700 ha.
Lors de l'incendie de Landiras, 800 ha ont brûlé depuis le mardi 12 juillet et aucun blessé n'a été signalé. La préfecture active alors deux postes de commandement opérationnel tenus par le SDIS de la Gironde pour coordonner les opérations. Près de six cents pompiers sont mobilisés pour combattre l'incendie tandis que des bénévoles de la Protection civile et de la Croix-Rouge mènent des missions de soutien à la population. Deux bombardiers Canadair sont déployés et deux avions Dash, avec des renforts supplémentaires provenant d'autres régions de France. À midi, l'incendie dans cette zone atteint 1 000 ha.

### Apogée des incendies (14 - 19 juillet)
Le 14 juillet au matin, on estime à 1 750 hectares la superficie de forêt ravagée par les flammes près d'Arcachon sur le territoire de la commune de La Teste-de-Buch, sans déplorer de blessés. Du fait de la configuration du terrain forestier constitué de successions de dunes, le feu n'est toujours pas maîtrisé car difficile d'accès. Dès 5 heures du matin, une soixantaine de personnes sont évacuées d'un secteur au nord du bourg de Cazaux. La route D218 menant du rond-point du Pilat à la localité landaise de Biscarrosse est fermée . En début de soirée, le feu a ravagé 2 900 ha et deux maisons, des campings près du lac de Cazaux se retrouvent menacés. De nouvelles évacuations ont lieu dans l'après-midi autour de Cazaux et 4 000 personnes évacuées sont dans un premier temps hébergées au parc des expositions de La Teste-de-Buch rapidement aménagé en centre d'accueil.
À Landiras, 2 100 ha ont brûlé près de Langon jeudi matin sans faire de blessés. Le feu n'est pas maîtrisé et les routes D115, D125 et D220 sont fermées à la circulation. Guillos et les hameaux de Lahon, Hil et Petit-Hil sont évacués. Au soir, l'incendie a brûlé 2 400 ha et n'est toujours pas maîtrisé.
Près d'un millier de pompiers, quatre Canadairs et deux avions Dash sont mobilisés. La préfète, Fabienne Buccio place le département de la Gironde en alerte orange en raison des conditions météorologiques et du risque possible d'apparition d'autres feux de forêt.
Le 15 juillet au matin, 3 150 ha ont brûlé à La Teste-de-Buch et le feu a atteint le lac de Cazaux. Les évacuations de quelque 10 000 personnes du bourg se poursuivent . L'incendie de La Teste-de-Buch n'est toujours pas maîtrisé et à Cazaux trois maisons et deux restaurants au bord du lac ont été détruits. Des bulldozers sont amenés aux meilleurs endroits pour créer des pare-feu en travers du déplacement probable de l'incendie. Environ un millier de pompiers, trois avions Canadair et un avion Dash sont déployés pour combattre les incendies dans les deux zones ce matin-là.
Comme quelques particuliers autorisés à retourner sur des sites épargnés, les vacanciers évacués depuis mardi des campings de La Teste-de-Buch situés en bordure de la grande dune, reviennent vendredi 15 juillet, pour récupérer leurs équipements de camping et leurs bagages. La plupart des habitants de Cazaux n'ont pas été autorisés à revenir pour vérifier l'état de leurs maisons et récupérer leurs animaux de compagnie.
De nouvelles évacuations avaient été effectuées tout au long de la journée à Louchats, Origne, Balizac et La Broque avec environ 1 900 évacués. La situation des incendies dans cette zone est toujours hors de contrôle. Une maison à Guillos est détruite et d'autres routes demeurent fermées dans la zone d'incendie.
La Grèce et l'Italie mettent deux bombardiers Canadair à la disposition de la France. Dès le matin de leur arrivée, ils sont cependant engagés dans le sud du Pays en proie à d'autres incendies. Le président Emmanuel Macron se rend au centre de crise du ministère de l'Intérieur à Paris pour être informé des progrès de la lutte contre l'incendie. La Gironde faisait partie des 16 départements en vigilance orange en raison de la canicule.
Le 16 juillet, certains habitants de Cazaux ayant quitté leurs maisons n'ont seulement droit qu'à un quart d'heure pour récupérer affaires et animaux de compagnie, alors que d'autres n'ont pas pu passer, leur route étant à nouveau menacée par le feu. L'incendie de La Teste-de-Buch est contenu mais brûle toujours avec la possibilité de devenir incontrôlable si les températures restent élevées et que les vents se lèvent à nouveau.

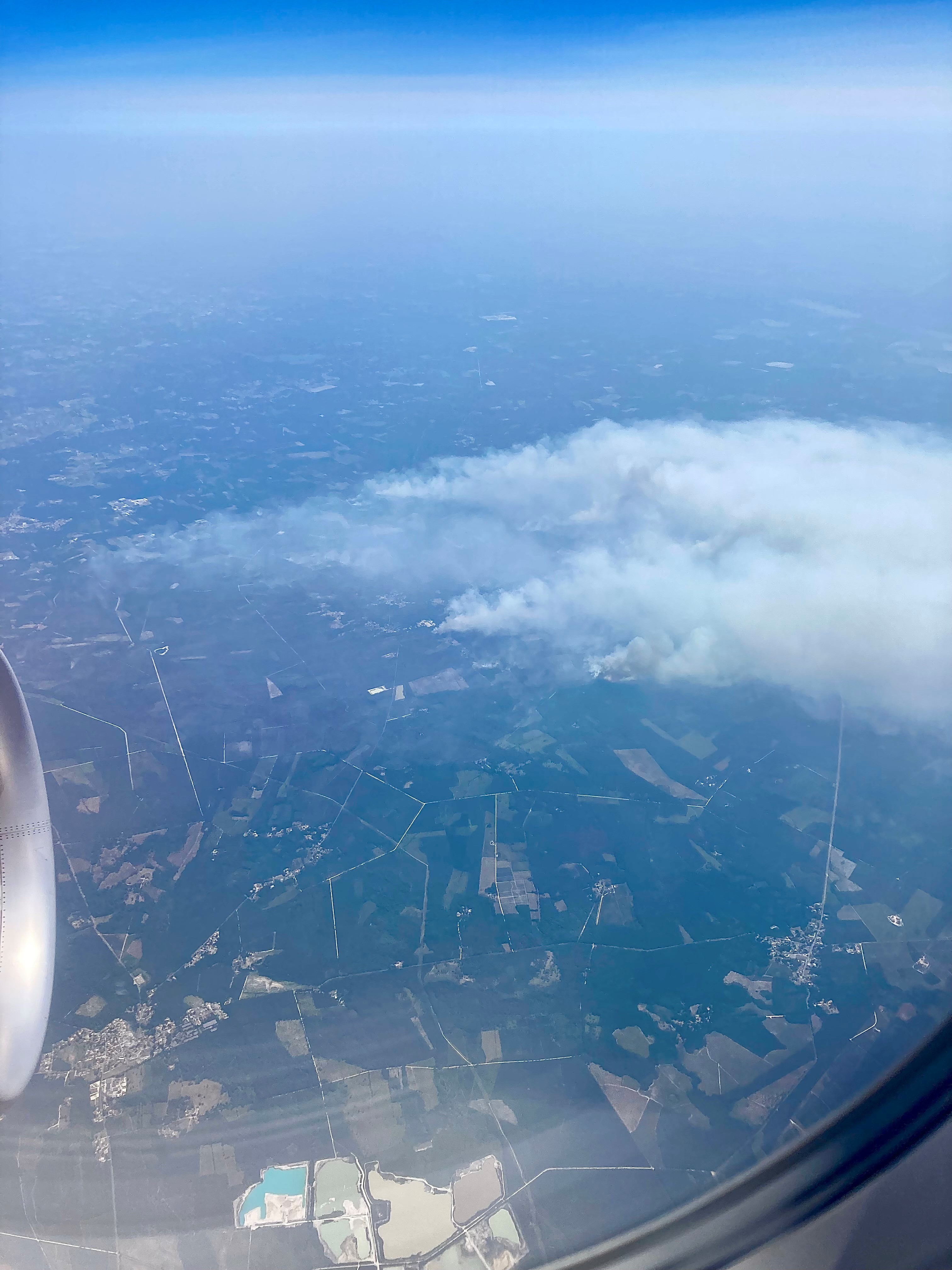
Incendie de Landiras le 16 juillet 2022, vue aérienne du nord-ouest. En bas à gauche, le village de Cabanac.

Villagrains (commune de Cabanac-et-Villagrains) est évacuée ainsi que 1 900 habitants de Hostens. Dans la commune, un ordre d'évacuation est émis mais les habitants ne sont pas obligés de partir ; ceux choisissant de rester doivent déclarer cette position. La quantité de végétation et de forêt brûlée dans les deux incendies s'élèvent désormais à moins de 10 000 hectares. Deux nouveaux centres d'hébergement sont ouverts à Saucats et Belin-Béliet.
Les bombardiers Canadair et Dash larguent respectivement 6 000 L et 10 000 L d'eau et d'ignifuge sur les fronts et flancs de feu essayant d'arrêter ou au moins de diminuer la progression de celui-ci. Jusqu'à présent, quatre pompiers ont été blessés, un engin d'incendie renversé et un a été brûlé. Trois mille bâtiments avaient été sauvés.
Le président du Conseil départemental de la Gironde, Jean-Luc Gleyze plaide pour un positionnement local d'une flotte d'avions Canadair et Dash pour combattre l'incendie car certains bombardiers Canadair avaient été déplacés vers d'autres régions de France. Certains étaient arrivés trop tard et rendaient plus difficile la maîtrise du feu. Selon lui, si l'incendie de La Teste-de-Buch peut être contenu entre la côte et le lac de Cazaux, davantage de ressources pourront alors être transférées vers les Landiras.
Jean-Marc Pelletant, maire de Landiras, déclare qu'une équipe de procureurs de Bordeaux est arrivée et enquête sur une activité criminelle responsable de l'incendie.

Progression de l'incendie de La Teste-de-Buch du 12 au 17 juillet.

L'évacuation de 2 100 personnes de Cabanac (commune de Cabanac-et-Villagrains) débute dans la journée du 17 juillet avec plus de 16 000 personnes évacuées depuis le mardi 12 juillet. La préfecture annonce à la mi-journée qu'environ 11 000 hectares ont brûlé dans les deux incendies. 1 500 pompiers, venus de toute la France, luttent contre l'incendie. Lors de l'incendie de La Teste-de-Buch, 3 400 hectares ont été ravagés contre 7 200 hectares pour l'incendie de Landiras. Ce second feu de forêt aurait un périmètre de 12 kilomètres par 6 kilomètres avec plusieurs avancées différentes.
La mi-journée voit la construction de pare-feux se poursuivre, l'incendie de La Teste-de-Buch étant combattu sur les flancs gauche et droit pour protéger les campings et les habitations. Pendant la journée à l'incendie de Landiras, la DFCI continue à mettre en place des pare-feux. Le soir, on déplore 3 900 hectares brûlés à La Teste-de-Buch et 9 000 hectares à Landiras, après que la situation des incendies s'est détériorée dans l'après-midi avec un incendie sur le premier, ayant atteint l'océan au banc d'Arguin et tourné vers le sud. À Landiras, le feu se propage en plusieurs fronts lorsque le vent se met à tourner. Les ressources pour lutter contre l'incendie sont augmentées mais doivent encore être déployées avec trois avions supplémentaires, deux cents pompiers et onze autres appareils d'incendie alloués. Dans la région de Landiras, deux nouveaux refuges sont ouverts à Langon tandis qu'un est fermé à Saucats.
Le lundi 18 juillet, ce sont maintenant 1700 pompiers venus de toute la France et de quelques pays voisins qui sont mobilisés pour la lutte contre l'incendie,. Plus de 16 000 personnes ont été évacuées, de nouvelles évacuations sont prévues dans la région de Landiras. Environ cinquante sinistrés ont été hébergés dans des centres dans la nuit du 17 au 18 juillet,,.
4 300 ha de forêt ont brûlé à La Teste-de-Buch et 10 000 personnes ont été évacuées. Depuis le matin, la navigation de plaisance sur la partie ouest du lac de Cazaux-Sanguinet ainsi que la navigation et le mouillage sur le secteur de la passe sud d'entrée du bassin d'Arcachon ont été interdites,,. Evacuation des communes de Landiras, Budos, Balizac, la population à évacuer est estimée à 3 500 personnes.
Le mardi 19 juillet, 6 500 ha ont brûlé au niveau de La Teste-de-Buch, et encore 8 000 personnes évacuées portant sur un total de plus ou moins  20 000 personnes. Une évacuation d'une EHPAD de la Dune du Pilat s'est achevée au cours de la nuit, une partie du zoo de La Teste-de-Buch a dû être évacuée vers le zoo de Pessac.
À Landiras 12 800 hectares ont brûlé, plus de 8 000 personnes ont été évacuées, le total des évacuations s'élève à 14 000 personnes.Le camping des Flots Bleus ayant accueilli le film Camping en 2006 a été intégralement détruit.
Au niveau de La Teste-de-Buch, 7 000 ha de forêt ont déjà brûlé et 20 000 personnes ont été évacuées. À Landiras 13 300 ha ont brûlé, des évacuations préventives ont eu lieu à Saint-Léger-de-Balson (300 personnes environ), à Saint-Symphorien (2 000 personnes environ), et même à Mano (130 personnes supplémentaires environ), seule commune des Landes évacuée à titre préventif des risques possibles d'extension de cet incendie. À Vensac l'incendie a débuté à 20 heures 45 et a déjà brûlé 80 hectares, un camping ainsi qu'un hameau ont été évacués soit 550 personnes.

### Les pompiers reprennent l'avantage (20 - 22 juillet)

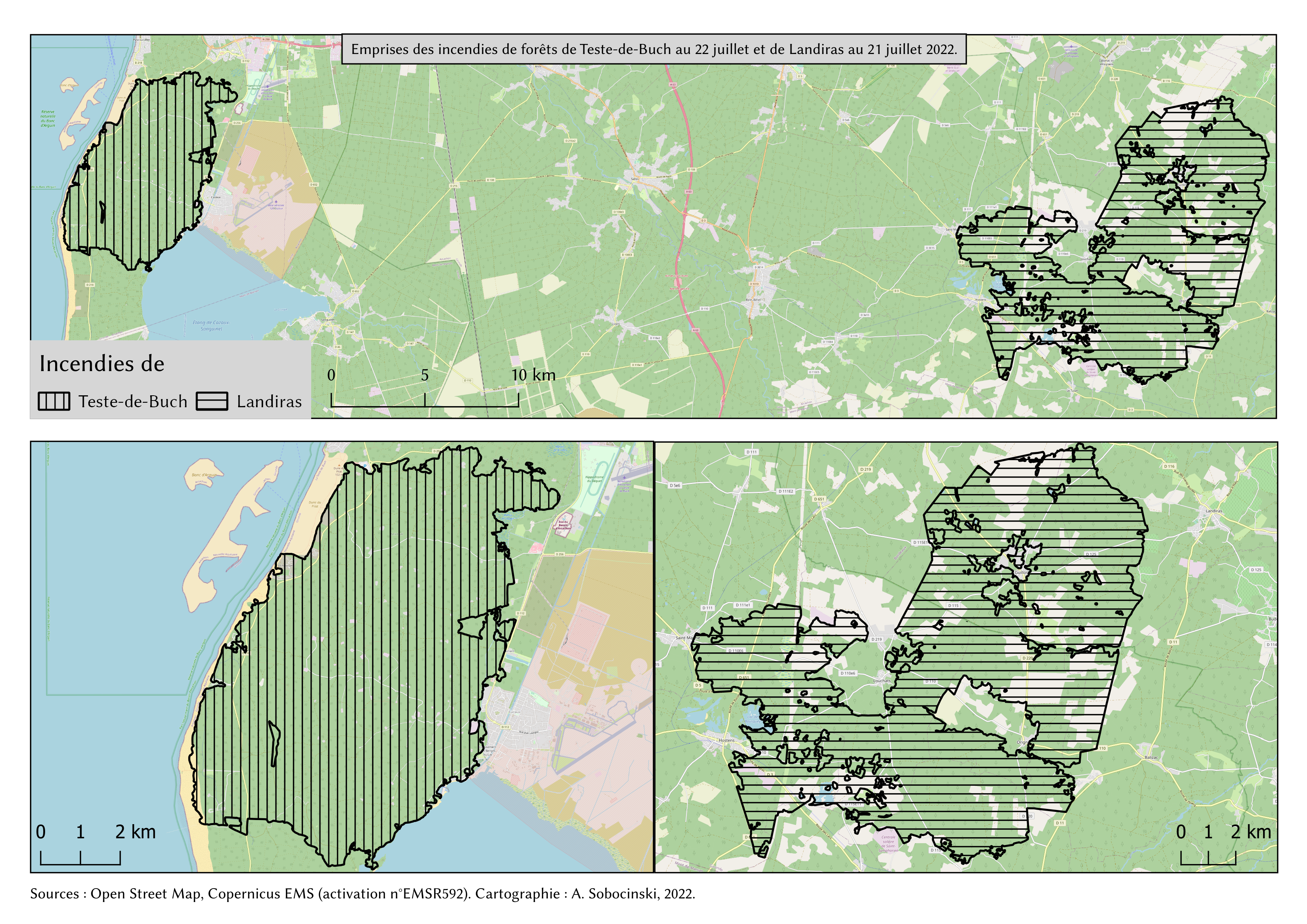
Incendies de Landiras et La Teste-de-Buch

Les autorités dénombrent au total 20 800 hectares de forêt brûlée en Gironde le 20 juillet (13 800 hectares à Landiras et 7 000 hectares à La Teste-de-Buch). 4 Canadairs, 2 avions Dash et 1 hélicoptère bombardier d'eau PUMA de la Sécurité civile sont toujours mobilisés et 2 000 sapeurs-pompiers de Gironde et des départements extérieurs sont venus en renfort.
À la suite de nombreux travaux de protection contre les incendies réalisés la veille, la progression des feux a été fortement limitée les dernières 24 heures. Pour la deuxième journée consécutive, les deux feux n'ont pas présenté plus de fronts de flammes constitués et n'ont pas progressé. Le rafraîchissement des températures a également facilité le travail des pompiers.
Aucune évacuation supplémentaire n’a eu lieu ce jour. 36 750 personnes ont été évacuées depuis le début des incendies.
Le 21 juillet, les feux n’ont pas progressé mais ne sont pas pour autant fixés annonce la préfecture. Les premières réintégrations débutent, 6 000 personnes sont ainsi autorisées à regagner leur domicile.
6 500 habitants de plus parviennent à regagner leur domicile le 22 juillet, les deux incendies étant désormais contenus.

### Fin des incendies et retours progressifs des habitants (23 - 25 juillet)
Le 23 juillet, l'incendie de La Teste-de-Buch est considéré comme fixé. Les moyens terrestres et aériens restent mobilisés tandis que les colonnes de sapeurs-pompiers extra-zonales regagnent progressivement leur département.
Plus de 19 000 habitants regagnent leurs domiciles, les autorités ayant autorisé la réouverture de nouvelles communes sur le secteur de Landiras et de l’ensemble de la commune de La Teste-de-Buch.
Le 25 juillet, les températures supérieures à 35° ont provoqué l’apparition de fumerolles et de départs de feu dans la zone brûlée qui ont été traitées par les 1 200 sapeurs-pompiers toujours déployés.
Deux jours après celui de La Teste-de-Buch, celui de Landiras est considéré comme fixé le 25 juillet.
|                                                          |
| La cabane Lartigon, au pied de la grande dune, détruite. |

|                                                                |
| Décombres des cabanes Lauga, sur la rive de l'étang de Cazaux. |

|                    |
| La forêt calcinée. |

|                                             |
| Les campings de la Dune du Pilat, détruits. |

|                                          |
| Les houppiers des pins : un sort inégal. |

### Reprises du feu de Landiras (9 - 14 août)
Le 9 août, sur les communes de Saint-Magne, Cabanac-et-Villagrains et Hostens, des reprises du feu de Landiras amènent à la destruction en quelques heures de 6 200 hectares supplémentaires, la destruction de 17 maisons sur la commune de Belin-Béliet, l’évacuation de 10 000 personnes en Gironde et dans les Landes. Cette reprise entraîne également la fermeture de l'A63. Les pompiers dénombrent deux blessés, et six camions brûlés.
1 000 pompiers sont mobilisés à la date du 10 août. L'évacuation du bourg de Béliet est décrétée, soit 2 500 personnes. Des centres d'accueils ont été ouvert aux niveaux des communes de Salles, Saint-Symphorien et du Barp.
Lors d'un nouveau bilan le 11 août, 7 400 hectares de forêt ont brûlé. La zone à surveiller représente un périmètre de 40 km, nécessitant la mobilisation de 1 300 pompiers ainsi que 361 personnes et 101 véhicules déployés en renfort depuis l'Allemagne, la Grèce, la Pologne, l'Autriche et la Roumanie.
| État    | Allemagne                                                       | Autriche                                                        | Grèce       | Italie                     | Pologne                                                               | Roumanie                                                         | Suède                                    |
| Renfort | 1 module terrestre véhiculé : 65 sapeurs-pompiers, 24 véhicules | 1 module terrestre véhiculé : 73 sapeurs-pompiers, 14 véhicules | 2 Canadairs | 2 avions bombardiers d’eau | 2 modules terrestres véhiculés : 146 sapeurs-pompiers et 49 véhicules | Module terrestre véhiculés : 77 sapeurs-pompiers et 14 véhicules | 2 avions bombardiers d’eau (Air Tractor) |

Le 12 août 2022, les renforts allemands étaient engagés à Belin-Béliet pour le traitement des points chauds.
Le dimanche 14 août 2022, le chef de corps du SDIS 33 et le sous-préfet d'Arcachon Ronan Léaustic, annoncent depuis le VPC que l'ensemble des feux sont désormais fixés, mais pas encore éteints. Un travail de longue durée va se poursuivre dans les prochaines semaines pour éviter toute reprise.

### Fin des incendies
Le mercredi 28 septembre 2022, la préfète de la Gironde annonce par un communiqué de presse que l’ensemble des feux sont désormais éteints après deux mois et demi de lutte.
Le feu couve cependant en sous-sol jusqu'en mars 2025, alimenté par du lignite qui y est présent.

## Unités et moyens impliqués
L’ampleur de ces incendies a nécessité l’intervention de très nombreux sapeurs-pompiers — jusqu’à 2 000 —, des colonnes de renforts sont  donc venues de toute la France métropolitaine. Les unités d’instruction et d’intervention de la Sécurité civile ont été impliquées dans la lutte, notamment pour l’ouverture d’itinéraires, la création de pare-feux, la pose de retardant.
Une grande partie des appareils du groupement des moyens aériens de la sécurité civile a été engagée sur ces incendies avec jusqu’à 8 Canadairs et 2 Dash le 19 juillet.

### Unités militaires
- Pompiers de l'air de la base aérienne 120 Cazaux[56].
- 25e régiment du génie de l’air ;
- Escadron d'hélicoptères 1/67 Pyrénées: Détection des points chauds par moyens optroniques ;
- 19e régiment du génie (2 sous-groupes du génie intégrées au sein des UIISC n°1 et UIISC n°7)[57] ;
- 1er régiment du train parachutiste ;
- 3e régiment parachutiste d’infanterie de marine ;
- 35e régiment d’artillerie parachutiste[58] ;
- 36e compagnie de la Brigade de Sapeurs Pompiers de Paris[59].

### Moyens civils
Associations agrées de sécurité civile
Plusieurs associations agrées de sécurité civile (AASC) ont été impliquées, en particulier dans la gestion des centres d’hébergement d’urgence, dont la Croix-Rouge française (CRF), la FNPC,.
DFCI
Les associations syndicales de défense des forêts contre les incendies ont été réquisitionnées par la préfecture pour mener des travaux d’élargissement et de sécurisation des pistes et réseaux. Une cinquantaine d’entreprises ont mobilisé 67 engins. Le 25 juillet, 131 kilomètres de pare-feux et de lignes d’appui ont été réalisés, dont un pare-feu de 300 mètres de large et 5 kilomètres de long situé à la frontière des Landes et de la Gironde entre l’océan Atlantique et le lac de Sanguinet.
Associations humanitaires et élan bénévole
Des associations humanitaires locales et des bénévoles organisent dès le 13 juillet des collectes et des distributions de denrées à destination des sapeurs pompiers ainsi que des propositions d'hébergement solidaire. Cet élan de collecte a été favorisé par les différentes communes accueillant les sapeurs pompiers et faisant régulièrement des appels au dons via les réseaux sociaux.
Des points de ravitaillement et des cantines bénévoles ont vu également le jour, comme à Cabanac-et-Villagrains. Ces points, souvent tenus par des bénévoles, ont permis de se ravitailler en eau, en denrées alimentaires. Ils ont également permis aux pompiers de bénéficier d'un repas chaud.

## Causes immédiates
À La Teste-de-Buch, le départ de feu est accidentel a affirmé le maire de la commune le 16 juillet. La panne d'un véhicule thermique de type camionnette serait la cause de l'incendie. Le véhicule était stationné sur le bas côté d'une piste à l'orée de la pinède lorsque celui-ci est tombé en panne et s'est embrasé, permettant aux flammes de gagner en envergure en quelques minutes.
En revanche à Landiras, le départ de feu serait d'origine criminelle. Une enquête pour « destruction par incendie de bois, forêt pouvant causer un dommage aux personnes » est en cours.

## Causes profondes
Si la sécheresse et la chaleur exceptionnelles sont les éléments déclencheur de ces grands incendies, d'autres causes ont favorisé l'incendie comme l'annulation du débroussaillement prévu en 2021. L’évènement trouve également sa source dans les tendances lourdes de la démographie, les lacunes de l’aménagement du territoire, les limites d’une gestion du risque principalement réactive, fondée sur la réponse rapide et massive aux départs d’incendie. En effet, lorsque l'urbanisation est marquée par la présence de nombreux quartiers et hameaux éparpillés, cela contraint les secours à gérer la mise en sécurité de milliers de personnes et les oblige à disperser leurs moyens pour protéger les maisons dans une logique défensive, au détriment d’une stratégie plus offensive orientée davantage vers la maîtrise de la progression du feu. Dans une logique anticipatrice, intégrant la problématique du changement climatique, il serait utile de mobiliser davantage des outils d’aménagement du territoire, assez peu mobilisés en 2022, comme les Plans de prévention du risque incendie de forêt (PPRIF) (13 communes seulement sur l'ensemble du massif landais) afin d’intégrer le risque d'incendie dans la planification urbaine à long terme.

## Bilan
Aucune perte humaine n'est à déplorer. Du côté des pompiers, les autorités dénombrent 25 blessés légers dont 12 sapeurs-pompiers du Service départemental d'incendie et de secours de Gironde. En revanche, pour la faune et la flore, les conséquences sont d’ores et déjà lourdes, de nombreux animaux ayant péri dans les flammes.
L'incendie a parcouru 83% de la superficie de la commune de Guillos et 75% du territoire de la commune d'Origne. Cinq habitations ont été détruites sur les 2 785 exposées (3 à La Teste et 2 dans le secteur de Landiras), 2 champs de panneaux photovoltaïques endommagés à Landiras, et, à La Teste, 1 restaurant, 1 discothèque et 5 campings détruits.
À la suite des reprises du feu de Landiras le 9 août, 17 maisons supplémentaires ont été détruites sur la commune de Belin-Béliet.

## Postérité et réhabilitation
Après les incendies, l'Office national des forêts extrait le bois incendié, encore sain et donc exploitable, dans l'objectif d'assainir la forêt et de le vendre.
L'établissement public vise la collecte de 80 000 m3 de bois « le plus vite possible », avant le printemps et l'arrivée d'insectes qui menaceraient les autres arbres sains par leur prolifération (scolytes). Cela représente le volume de dix ans de coupe. L'ONF devrait écouler ce matériau 15 % moins cher que du bois vert, pour un revenu d'environ un million d'euros.
Le projet de replantation devrait s'appuyer sur plusieurs espèces dont le chêne-liège, reconnu pour sa résistance au feu, en complément du pin maritime qui restera l'essence principale.
Le charbon végétal résultant de l'incendie a entretenu la combustion dans le sol jusqu'en novembre 2024. Depuis, la nature a repris ses droits avec, notamment dans les zones humides préservées, le retour d'une couverture végétale basse (typique des anciennes landes de Gascogne) et d'espèces comme le lycopode inondé, la spiranthe d'été, l'osmonde royale ou la bruyère à quatre angles.

## Évènements connexes
Le samedi 3 septembre 2022, environ 1 500 personnes se sont réunies à Cabanac-et-Villagrains pour fêter la fin des incendies et rendre hommage aux pompiers.
Le samedi 10 septembre 2022, un grand concert solidaire baptisé Woodlove et réunissant huit groupes sur deux scènes a été donné à Belin-Beliet en hommage aux pompiers et aux bénévoles.